# كارترية أوليفرية
كارترية أوليفرية (الاسم العلمي:Carteria oliveri) هي نوع من النباتات تتبع جنس الكارترية من فصيلة المتلحفات.